# Omónia (métro d'Athènes)
Pour les articles homonymes, voir Omonia.
Omónia (grec moderne : Ομόνοια) est une station de métro grecque des lignes 1 (ligne verte) et  2 (ligne rouge) du métro d'Athènes, située sous la place Omónia sur le territoire de la ville d’Athènes capitale de la Grèce. 
La première station est mise en service en 1895 sur la ligne du Pirée à Omónia et desservie par des trains tractés par des locomotives à vapeur. Elle est déplacée et reconstruite sous la place en 1930 après le passage à la traction électrique. En 2000 elle devient une station d'échange du nouveau métro avec la modernisation de la ligne 1 et la création d'une plateforme à 33 mètres, sous le sol, pour la nouvelle ligne 2.

## Situation ferroviaire
Établie en souterrain, la station d'Omónia dispose de deux plateformes, l'une est traversée par la ligne 1 (ligne verte), entre Monastiráki et Victória, et l'autre par la ligne 2 (ligne rouge), entre les stations de Metaxourgío et de Panepistímio.

## Histoire

### Stations de la ligne du Pirée à Omonia
Le chemin de fer du Pirée à Thissío est mis en service en 1869. Son prolongement vers la place Omónia, sous la forme d'une voie souterraine, est accepté par le pouvoir parlementaire. La « société du prolongement du chemin de fer Athènes-Pirée » fait creuser une tranchée à ciel ouvert qu'elle fait couvrir en partie notamment au-dessus de la station d'Omónia située avant la place, au croisement entre les rues Athinas et Lykourgou. L'extension et la station sont mises en service le 17 mai 1895 avec l'ouverture de l'exploitation par des trains à traction vapeur. Rapidement les couvertures des deux stations de la ligne sont démontées pour permettre à la fumée des machines de s'évacuer par le haut. 
En 1900, la société d'origine est reprise par la « société du chemin de fer Athènes-Pirée » qui va s'attaquer au problème des nuisances de la traction vapeurs, dans un site urbain, en procédant à l'électrification de la ligne, qui est mise sous tension en 1904. L'amélioration du service engendre une augmentation continue de la fréquentation de la ligne au point d'arriver à la saturation des installations. La « SA Chemins de fer électrique », qui a repris la ligne en 1926, présente en 1928 un projet de prolongement d'Omónia à la place d'Attiki avec le remplacement de l'ancienne station d'Omónia par une nouvelle située en souterrain à l'aplomb de la place, à environ un peu plus de cent mètres de la précédente. Elle est aménagée suivant un nouveau plan avec un quai central et deux quais latéraux. Cette disposition permet de réserver le quai central aux embarquements et les quais latéraux pour la descente et donc de séparer les flux de passagers entre les départs et les arrivées. 
La nouvelle station d'Omonia est mise en service le 21 juillet 1930, l'inauguration ayant lieu en présence du premier ministre Eleftherios Venizelos. Ce même jour la station d'origine est fermée. Le 3 janvier 1948, Omónia devient une station de passage avec l'ouverture du prolongement jusqu'à la station Victoria.

### Station d'échange lignes 1 et 2
Au début des années 1990, la concrétisation du projet de construction des lignes 2 et 3 du métro, incite à la mise à niveau des installations de la « ligne 1 ». À Omónia, qui doit devenir une station d'échange, le hall de la billetterie est « reconstruit » et des aménagements sont réalisés pour l'accessibilité des personnes à mobilité réduite.

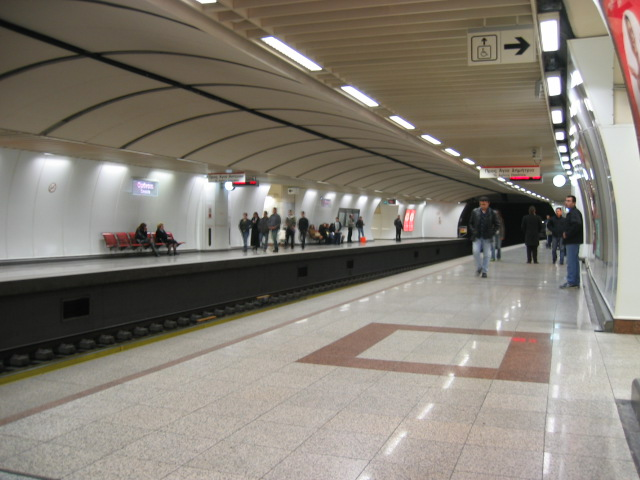
Les deux quais latéraux de la ligne 2.

Les travaux de construction de la ligne 2, qui débutent en novembre 1992, consistent, pour Omónia, à creuser jusqu'à 33 mètres de profondeur, contrairement aux 18 mètres des autres stations, afin d'établir la nouvelle plateforme sous celle de 1930. Par contre son plan général est identique à celui de l'ensemble de la ligne avec deux voies encadrées par deux quais latéraux. Elle est mise en service le 28 janvier 2000, lors de l'ouverture à l'exploitation de la première section de Sepólia à Sýntagma.
L'ancienne plateforme de la ligne 1 est rénovée pour les Jeux olympiques d'Athènes, les travaux consistent à moderniser l'installation tout en préservant son caractère d'origine. La disposition avec trois quais dont un central est conservé ainsi que des éléments de l'architecture et de la décoration qui sont restaurés. Elle peut accueillir deux rames de cinq voitures et une voie en impasse située en direction du Pirée est utilisée pour le stationnement d'une rame de réserve. En surface la place est un grand chantier de 1994 à 2003, et sa transformation découverte par le public et les autorités suscite alors des oppositions qui nécessitent des réaménagements.

## Service des voyageurs

### Accueil

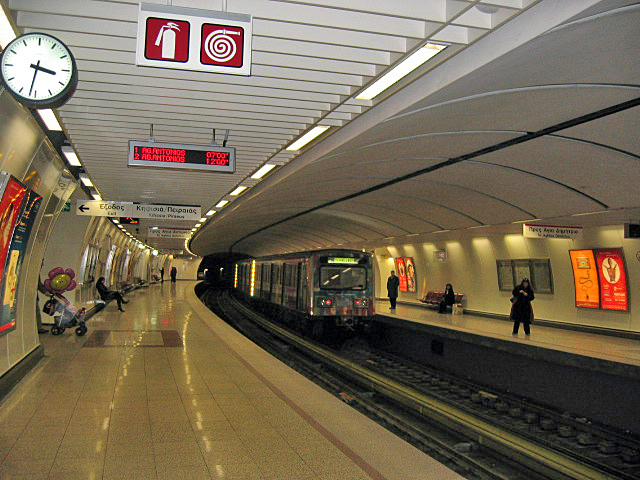
Station de la ligne 2.

La station comporte huit points d'accès et de sortie autour de la place Omónia, tous équipés d'escaliers mécaniques et certains d'ascenseurs pour les personnes à mobilité réduite. Ils permettent d'accéder au niveau où se situe la billetterie, le service clients et les accès à la plateforme de la ligne 1 qui comporte un quai central pour la montée de voyageurs et deux quais latéraux pour la descente, et à la plateforme de la ligne 2 qui comporte deux quais latéraux encadrant les deux voies de circulation.

### Desserte
La station Omónia est desservie par toutes les circulations des lignes 1 et 2 du métro. 
Sur la ligne 2, le premier départ est à 5 h 34, en direction d'Ellinikó, et à 5 h 42, en direction Anthoúpoli, le dernier départ est à 0 h 15, en direction d'Ellinikó et à 0 h 23 en direction d'Anthoúpoli (les samedis et dimanches le dernier départ est à 2 h 15 pour Ellinikó et à 2 h 23 pour Anthoúpoli).

### Intermodalité
Les différents accès autour de la place permettent de rejoindre les nombreux arrêts des transports en commun, notamment. : des trolleybus (lignes 1, 2, 3, 4, 5, 6, 8, 11, 12, 13, 15 et 21), des bus express de la ligne E6, des bus (lignes : A7, A11, A13, B7, B9, B11, B18, Γ9, Γ18, 021, 022, 035, 049, 051, 054, 057, 060, 100, 155, 224, 227, 608, 622, 719, 731, 732, 813, 815, 838, 856, et 914), ainsi que les bus de nuit des lignes 500 et 790.

## Galerie de photographies

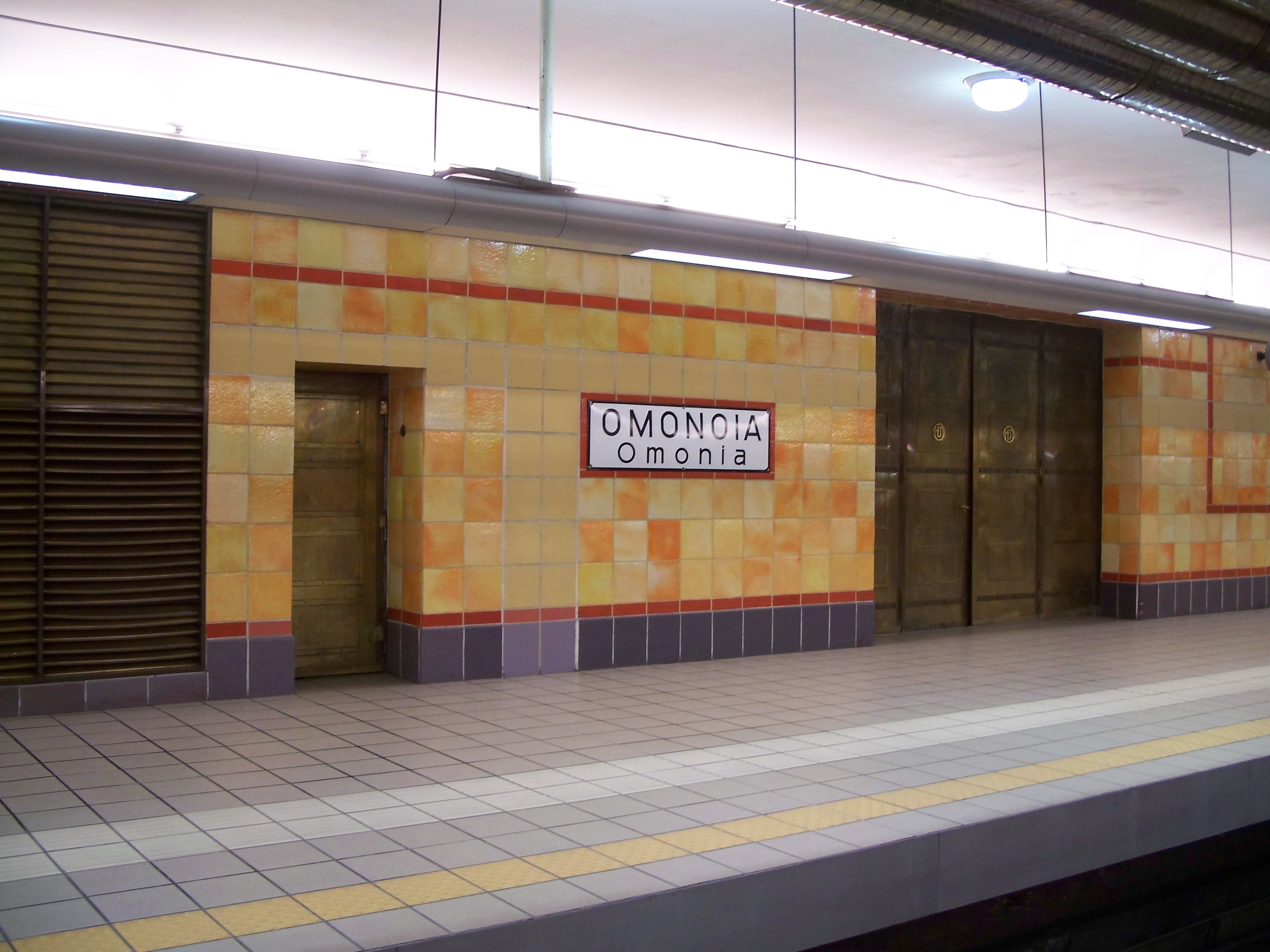
Panneau de quai.
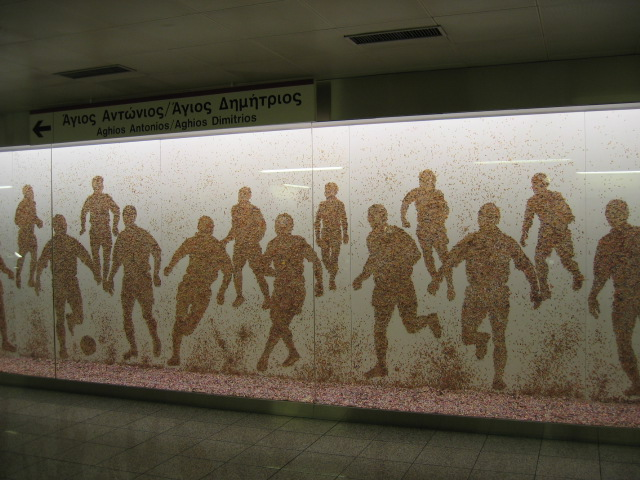
Décoration station.
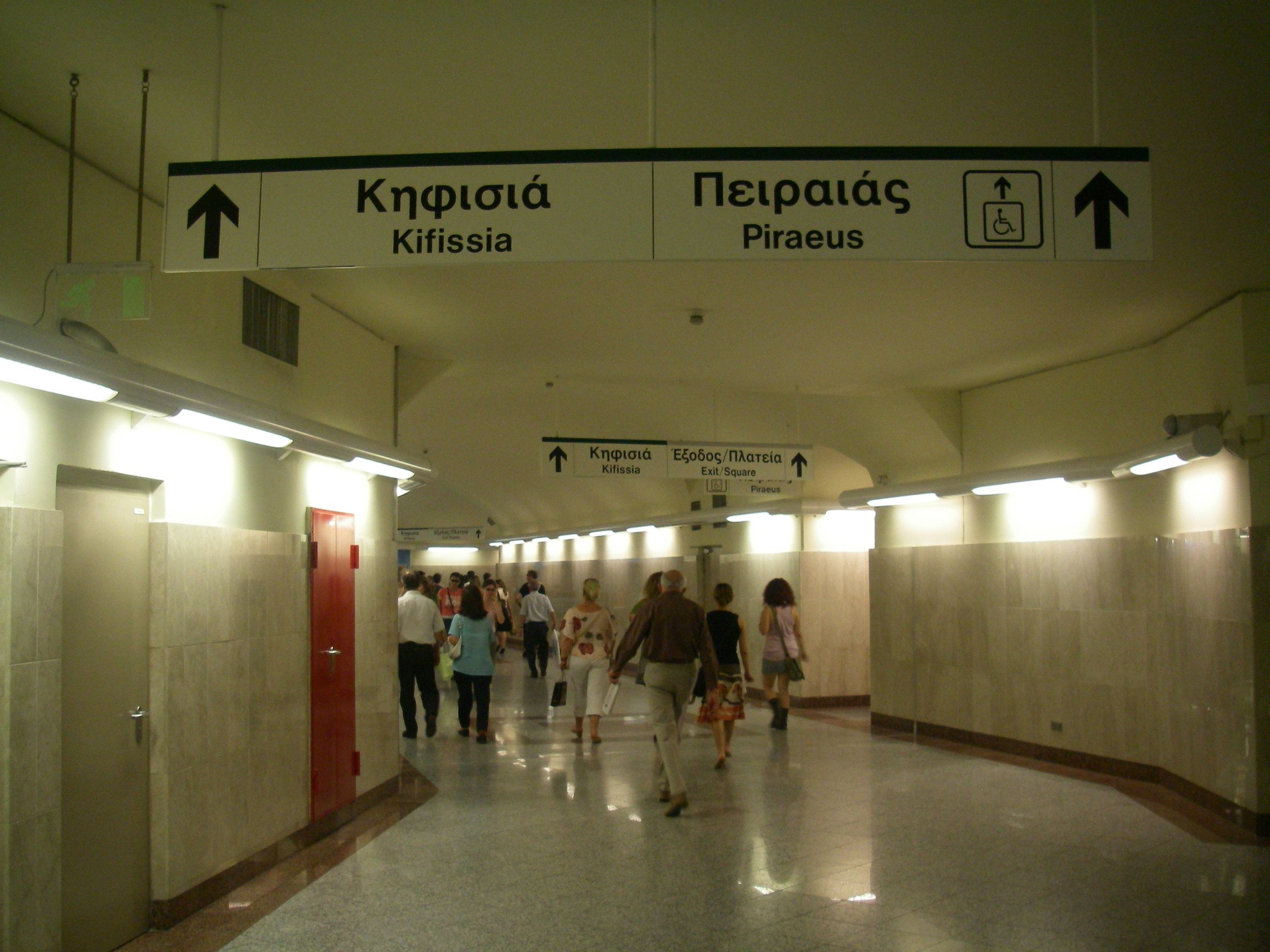
Cheminement.
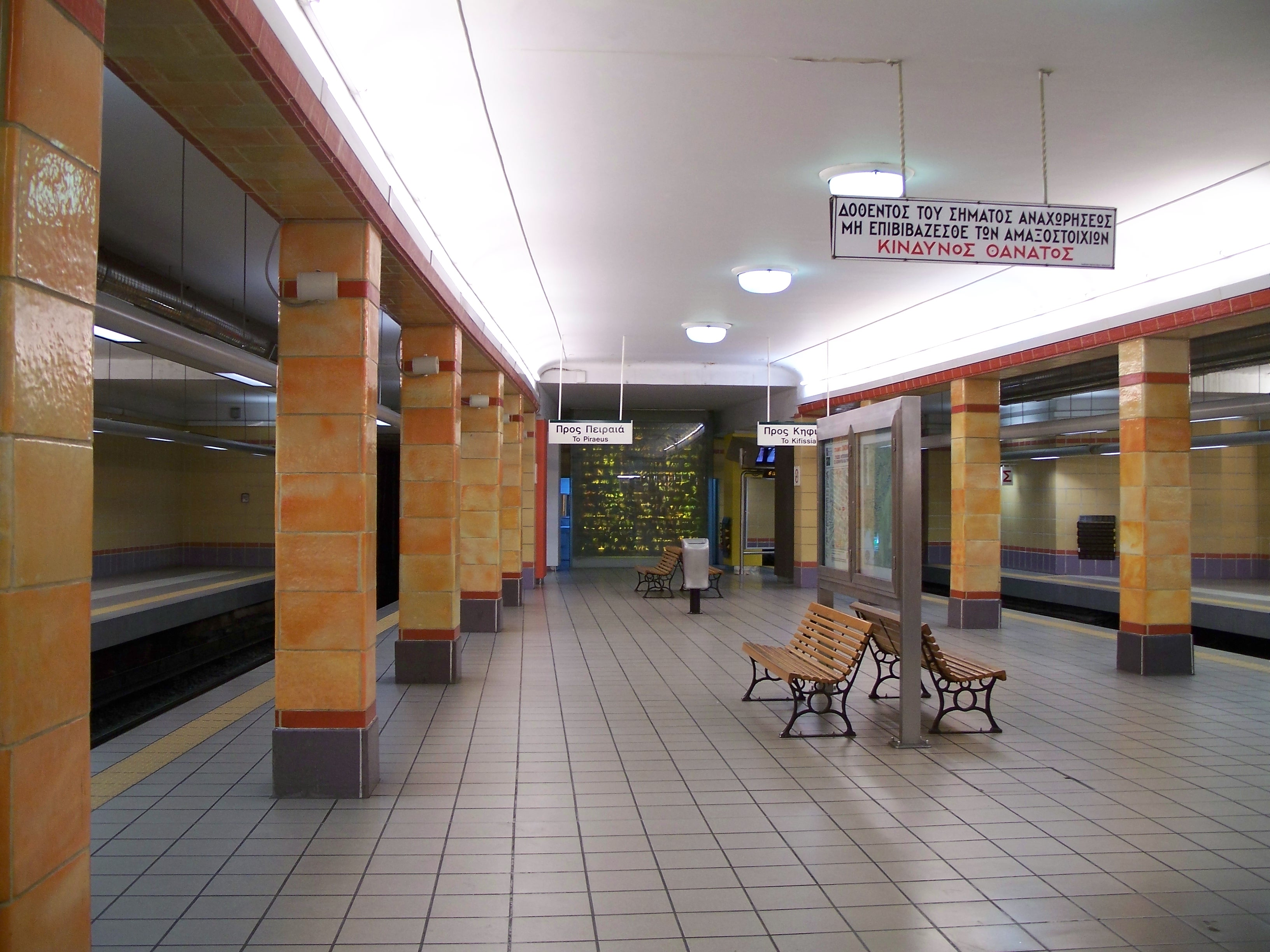
Quai central ligne 1.